# Glypta nana
Glypta nana là một loài tò vò trong họ Ichneumonidae.